# プロ野球滋賀県人会
プロ野球滋賀県人会（いっぱんしゃだんほうじんプロやきゅうしがけんじんかい）とは、滋賀県出身の日本野球機構各チームに所属しているプロ野球選手による親睦団体であった。

## 概要
2016年5月1日付で発足。5月12日に事務局より発足が正式発表された。設立時のメンバーは7人。
2018年5月29日をもって解散した。

## 主なメンバー
※年度は当会所属年を表記
- 松田宣浩（福岡ソフトバンクホークス・2016年～）- 会長
- 則本昂大（東北楽天ゴールデンイーグルス・2016年～）- 副会長
- 石川駿（中日ドラゴンズ・2016年～）
- 植田海（阪神タイガース・2016年～）
- 小熊凌祐（中日ドラゴンズ・2016年～）
- 奥村展征（東京ヤクルトスワローズ・2016年～）
- 古澤勝吾（福岡ソフトバンクホークス・2016年～）
- 京山将弥（横浜DeNAベイスターズ・2016年〜）
- 鶴田圭祐（東北楽天ゴールデンイーグルス・2016年〜）
- 坂本工宜（読売ジャイアンツ・2016年〜）